# Kristotomus buccatus
Kristotomus buccatus là một loài tò vò trong họ Ichneumonidae.